# Målselv
69°7′3″N 18°37′16″Ø / 69.11750°N 18.62111°Ø
Målselv kommune (samisk: Málatvuomi gielda) ligger i Troms og Finnmark fylke i Norge. Den grænser i nord til Lenvik, Balsfjord og Storfjord, i syd til Bardu, og i vest til Sørreisa. I øst løber rigsgrænsen til Sverige.

## Historie
Målselv er en levende bygdekommune som blev grundlagt af fogeden Jens Holmboe i Senjens og Tromsø fogderi. I Målselv var der ingen fastboende før 1788, og Holmboe byggede mønsterbrug og importerede nye husdyrracer fra Danmark som han gav til indflytterne. Specielt efter Storofsen begyndte befolkningstilvæksten og Målselv har således i stor grad rødder i indvandring, først fra Gudbrandsdalen og senere fra Østerdalen i 1700- og 1800-tallet. Staten gav kun lidt eller ingen hjælp efter oversvømmelsen, og foged Holmboe søgte råd hos sin fætter Bernt Anker når det gjaldt nyrydningen af de ubeboede områder. Holmboe og hans hustru Anna Margrethe (født Irgens) ydede også økonomisk bistand til indflytterne både i Målselv og Bardu.

## Personer fra Målselv
- Johan Berner Jakobsen († 1939), kunstmaler
- Aase Nordmo Løvberg († 2013)
- Harald Solberg, keramiker, direktør for Bomuldsfabriken Kunsthall i Arendal († 2020)
- William Engseth (1933–), stortingsmand
- Geir Pollen (1953-), forfatter
- Anne Marit Bjørnflaten (1969-), stortingsrepræsentant

## Geografi
- Andsvatnet
- Dødesvatn